# Киргиж
Кирги́ж (укр. Киргиж/Кіргіж/Кіргиж) — левый приток реки Киргиж-Китай, расположенный на территории Тарутинского и Арцизского районам (Одесская область, Украина).

## География
Длина — 54 или 53 км. Площадь бассейна — 219 км². Русло реки (отметки уреза воды) в среднем течении (у впадения балки Дюльменской) находится на высоте 40,9 м над уровнем моря. Долина корытообразная и изрезана ярами и промоинами; шириной до 2 км и глубиной до 40 м. Пойма двухсторонняя, шириной 0,3-0,5 км. Русло в нижнем течении выпрямлено в канал (канализировано, в приустьевой части с двухсторонней дамбой), шириной 7-8 м и глубиной 1,5 м, в верхнем — пересыхает. На реке создано несколько прудов.
Берёт начало западнее пгт Тарутино и непосредственно севернее государственной границы Молдавии и Украины. Река течёт на юг. Впадает в реку Киргиж-Китай (на 11-м км от её устья) севернее села Островное.
Притоки: (от истока к устью)
1. балка Дюльменская пр

Населённые пункты (от истока к устью):
1. Малоярославец Второй
2. Виноградовка
3. Ровное